# Військо Речі Посполитої
Військо Речі Посполитої — Збройні Сили Речі Посполитої, що складалися з двох армій: Королівства Польського та Великого князівства Литовського, які об'єдналися у конфедерацію у 1569 році після укладання Люблінської унії. Командирами армії були гетьмани (коронний чи Великі гетьман литовський). Збройні сили Республіки складалися з сухопутних і морських військ. Основну частину складали саме сухопутні війська. Військово-морські сили Речі Посполитої ніколи не відігравали важливої ролі у військовій структурі країни і не припиняли своє існування в середині XVII століття[прояснити].

## Чисельність
- у 1626 р.: 16 піхотних хоругв — 2380 осіб; 20 гармат, у тому числі 7 важких, 2 середні та 11 легких. Гусарів: 18 хоругв — 2930 вершників. Козаків: 28 хоругв — 3450 вершників.
- у 1633 р.: 5990 вершників, 10600 піхотинців.
- у 1659 р.: від 54 000 до 60 000
- у 1696 р.: 23 914[1]
- у 1699 р.: 18 250[2]
- у 1700 р.: 17 570[3]
- у 1702 р.: 18 140[2]
- у 1717 р.: 24 200. Німий сейм 1717 р. заявив, що чисельність армії Речі Посполитої повинна становити 24 200 (18 000 від Польщі та 6 200 від Литви). Армії сусідів Речі Посполитої були до 12 разів більшими: Імператорська російська армія налічувала 300 000; Пруська армія та Імперська Австрійська армія[ru] — 150 000[4], що зросли до 200 000[5].
- у 1775 р.: цільове число Постійної Ради в 30000 вояків не було досягнуто[6]
- у 1791 р.: Були спроби провести військову реформу з прийняттям Конституції 3 травня 1791 р., де зазначалося, що армія повинна налічувати до 100 000 вояків[7]
- у 1792 р.: 65 000 (22 травня 1792 р. — 25 654 кавалерії та 72 910 піхотинців[8])
- у 1794 р.: 14 000

Після поразки Речі Посполитої у війні з Росією та скасування Конституції армія Речі Посполитої була скорочена приблизно до 36 000 вояків. А у 1794 р. Росія вимагала подальшого скорочення армії Речі Посполитої до 15000 воїнів. Цей російський план призвів до остаточного конфлікту армії Речі Посполитої з Росією, повстання Тадеуша Костюшка.

## Типи підрозділів
- Кварцяне військо — регулярні підрозділи оплачувані з «кварти», тобто податку, що отримувався з королівщини. Створена у другій половині XVI століття від поточної оборони. Їх відділи мали від 2 до 6 тисяч вояків. Вони складалися з кінноти, піхоти та артилерії.
- Військо суплементове — формувалось під час війни.
- Військо компутове — регулярні війська, створені в 1652 р..
- Королівська гвардія — підрозділ короля, основною метою якого було забезпечення безпеки правителя та його родини.
- Посполите рушення — загони шляхти сформовані під час війни як підтримка регулярних військ.
- Військо приватне, військо ординацьке — підрозділи підтримувані магнатами (чисельність від декількох сотень до кількох тисяч вояків).
- Найманці — складалися переважно з іноземців, у Речі Посполитій їх застосовували рідко.
- Повітове військо — підрозділи територіальної оборони, зараховані та сплачені за рішенням сеймиків; метою яких була боротьба з місцевими загрозами у повітах (банди злочинців, набіги татарів); вони іноді брали участь у війнах з державною армією.
- Міські війська — піхота та артилерія, призначені муніципальним урядом для захисту міста.
- Реєстрове козацтво — відділи складені запорозькими козаками й зареєстровані на службі.

## Військові формування
- Кіннота:
  - Крилаті гусари — ауторамент державний
  - Панцирні козаки — ауторамент державний
  - Петигорці — ауторамент державний
  - Легка кавалерія — ауторамент державний
  - Козацька кіннота — ауторамент державний
  - Татарська кавалерія — ауторамент державний
  - Волоська кіннота — ауторамент державний
  - Лісовчики — наймити
  - Рейтари — ауторамент іноземний
  - Аркебузерія — ауторамент іноземний
- Піхота:
  - Ланова — ауторамент державний
  - Вибранецька — ауторамент державний
  - Димова — ауторамент державний
  - Угорська піхота — польсько-угорська піхота, ауторамент державний
  - Німецька піхота — ауторамент іноземний
  - Драгуни — ауторамент іноземний
  - Запорозькі козаки
  - Реєстрове козацтво
- Гармаші (артилерія)
- Польський флот — невеликий.

## Керівництво
Військом Речі Посполитої командували два гетьмани великі (коронний і литовський), та два польні. Керували вони двома арміями: Коронною й Литовською. Які об'єднувалися у час небезпеки.
- Великий гетьман коронний
- Великий гетьман Литовський
- Польний гетьман литовський
- Польний гетьман коронний